# Zielona Góra (województwo łódzkie)
Zielona Góra (niem. Grünberg) – wieś w Polsce położona w województwie łódzkim, w powiecie łódzkim wschodnim, w gminie Andrespol. W latach 1975–1998 miejscowość administracyjnie należała do województwa piotrkowskiego.
Według danych z 31 grudnia 2019 wieś zamieszkuje 305 osób.
Przez wieś przepływa rzeka Miazga, która stanowi granicę administracyjną z gminą Brójce, a także ciek Gałkowianka, który uchodzi do Miazgi we wschodniej części wsi. We wsi znajdują się dwa użytki ekologiczne: "Smug pod Zieloną Górą" obejmujący śródleśny odcinek doliny epizodycznego cieku z interesującą roślinnością łęgową ważną dla utrzymania bioróżnorodności; oraz "Ług pod Zieloną Górą" obejmujący śródleśne mokradło z interesującą szatą roślinną.
Na północ od wsi znajduje się Las Gałkowski, w którym podczas I wojny światowej toczyły walki między żołnierzami rosyjskimi, a niemieckimi. Polegli w walkach Niemcy, Rosjanie, a także Polacy, zostali pochowani na cmentarzach wojennych w Gałkowie Małym oraz Witkowicach (Pustułka). Prawdopodobnie część z nich spoczywa również w zbiorowej mogile na cmentarzu ewangelickim w Zielonej Górze. Cmentarz znajduje się we wschodniej części wsi, przy ulicy Głównej. Współcześnie jest w bardzo złym stanie. Poza grobem żołnierzy odnaleziono na nim również cztery groby bez inskrypcji oraz kilka trudnych do identyfikacji tablic nagrobnych (w tym jedna z inskrypcją niemiecką). Przed cmentarzem został ustawiony kamień z kamiennym krzyżem i tablicą z wizerunkiem papieża Benedykta XVI.

## Przeniesienie do gminy Andrespol
Po reformie administracyjnej sołectwo Zielona Góra trafiło do gminy Koluszki, w powiecie łódzkim wschodnim. Wieś leżała na peryferiach gminy (ponad 10 km na południowy wschód od Koluszek) i przez długi czas nie pojawiały się żadne inwestycje ze strony Koluszek. Spowodowało to niechęć mieszkańców sołectwa do gminy Koluszki.
Idea przeniesienia Zielonej Góry do sąsiedniej gminy pojawiła się publicznie po raz pierwszy na zebraniu mieszkańców we wrześniu 2016 roku. 18 listopada 2016 roku odbyło się kolejne zgromadzenie, w którym udział wzięła udział rekordowa liczba mieszkańców (117 osób spośród 207 uprawnionych do głosowania). Podczas zebrania 101 mieszkańców poparło przedstawienie wniosków o przeprowadzanie konsultacji społecznych zarówno w gminie Koluszki, jak i w gminie Andrespol, na temat zmiany granic gmin Koluszki i Andrespol. W ciągu czterech dni wnioski zostały przedstawione władzom obu gmin.
Wśród sceptyków przeniesienia znalazł się ówczesny sołtys, który 14 grudnia został odwołany decyzją zgromadzenia mieszkańców. 11 stycznia 2017 roku mieszkańcy wybrali nowego sołtysa – Pawła Rózgę, który był jednym z wnioskodawców o przeniesienie.
15 grudnia 2017 roku nastąpił przełom w sprawie przeniesienia. Rada gminy Andrespol, po konsultacjach i długim procesie kompletowania dokumentów wyraziła poparcia dla włączenia sołectwa Zielona Góra w granice gminy. Podczas kolejnej sesji rady gminy 11 z 12 głosujących radnych poparło projekt wniosku, który został złożony na ręce wojewody łódzkiego 27 marca 2018 roku.
30 lipca 2018 roku w Dzienniku Ustaw pojawiło się rozporządzenie Rady Ministrów z dnia 25 lipca 2018 roku, na mocy którego Zielona Góra od 1 stycznia 2019 przeszła w granicę gminy Andrespol.
31 grudnia 2018 roku mieszkańcy sołectwa świętowali, wspólnie z sołtysem i wójtem Andrespola Nowy Rok oraz włączenie Zielonej Góry do gminy. Pod znakiem miejscowości od strony Justynowa, zawisła symboliczna tabliczka, z napisem "Zielona Góra Gmina Andrespol" Od 1 lutego 2019 zmianie uległ również kod pocztowy z 95-041, na 95-020.
Przeniesienie do gminy Andrespol przyniosło zmiany w sołectwie. Po długich rozmowach i konsultacjach wśród mieszkańców sołectwa uruchomiona została komunikacja autobusowa między Zieloną Górą, Justynowem oraz Andrespolem. Władze Andrespola złożyły wniosek o dofinansowanie z Funduszu Dróg Samorządowych na remont nawierzchni na ulicy Głównej w sołectwie. Projekt trafił na listę rezerwową. Ponadto od razu po przejęciu sołectwa przez nową gminę, rozpoczęły się pracę nad rozwinięciem sieci gazowej i kanalizacyjnej we wsi.